# معراتة (حلب)
معراتة قرية في منطقة جبل سمعان في محافظة حلب في سوريا. تقع جنوب غرب مدينة حلب.